# Шулаївська стоянка
Шулаївська стоянка — неолітичне поселення рибалок і мисливців сурсько-дніпровської культури на Шулаївському острові (Солонянський район Дніпропетровської області).
Стоянка відкрита у 1946 році. Складається з двох археологічних шарів. Тут досліджені напівземлянкові житла, знайдені крем'яні знаряддя, уламки посуду, кістки свійських і диких тварин.